# Seemade
Seemade (ook: Seemaade, Seemade, Seemmade, Sèmmade of Sèmone) is een dorp in het district Jariban in het noorden van de regio Mudug in Puntland in noord-centraal Somalië.
Seemade ligt langs de onverharde weg van Jariban naar Galcaio in een vlak en monotoon semi-aride woestijngebied met spaarzame vegetatie. De dagtemperaturen variëren tussen de 28 en 32 graden; de nachttemperaturen liggen het grootste deel van het jaar tussen de 20 à 27 graden. De jaarlijkse regenval bedraagt tussen de 125 en 150 mm. Er zijn twee regenseizoenen: de lange regens ('Gu'-regens) in april-juni en de korte regens ('Deyr'-regens) in oktober-december.

Seemade heeft een lagere school met 4 klaslokalen, een gezondheidszorg-post en een waterput/bron. Het gebied rond Seemade wordt vnl. bewoond door nomaden die rondtrekken met hun vee. Ook voor het dorp is veeteelt de voornaamste bron van inkomsten.